# Cadillac XLR
Der Cadillac XLR (interne Modellbezeichnung: GMX215) ist ein von Anfang 2003 bis Frühjahr 2009 gebauter Roadster der US-amerikanischen Automarke Cadillac.
Mit dem XLR folgte General Motors dem Trend des Stahlfaltdachcabriolets, nachdem die konstruktiv ähnliche Mercedes-Benz SL-Klasse (R 230) erfolgreich in den Vereinigten Staaten gestartet war.

## Modellgeschichte
Das Design des Serienmodell basiert auf der Studie Evoq von 1999. Es sollte nach Aussage der Marketingverantwortlichen Schryse Crawford-Williams das Spitzenmodell („halo car“) für die Marke Cadillac sein.
Formal präsentiert wurde das Fahrzeug auf der North American International Auto Show (NAIAS) 2002 und ab Frühjahr 2003 in Serie produziert.
In einem Werbeclip mit dem Namen „Break through“ wurde das Fahrzeug 2002 bei der Übertragung der Super Bowl XXXVI gezeigt.
Der XLR wurde offiziell auch in Deutschland von bestimmten Händlern angeboten und dabei ca. 100 Exemplare verkauft.
Die verwendete Y-Plattform ist eine Zwischenstufe zwischen Corvette C5 und Corvette C6. Zwischenzeitlich wurde jedoch auch überlegt für das Fahrzeug die Sigma-Plattform, auf der auch der Cadillac CTS (GMX320) aufbaut, zu nutzen.
Der Einstiegspreis lag in Österreich im Jahr 2005 bei 109 950 Euro und war damit mit Abstand das teuerste Modell der Cadillac-Modellpalette. Als einziges Extra wurde die Metalliclackierung angeboten.
Das Submodell XLR-V wurde formal auf der New York International Auto Show (NYIAS) 2005 erstmals gezeigt.

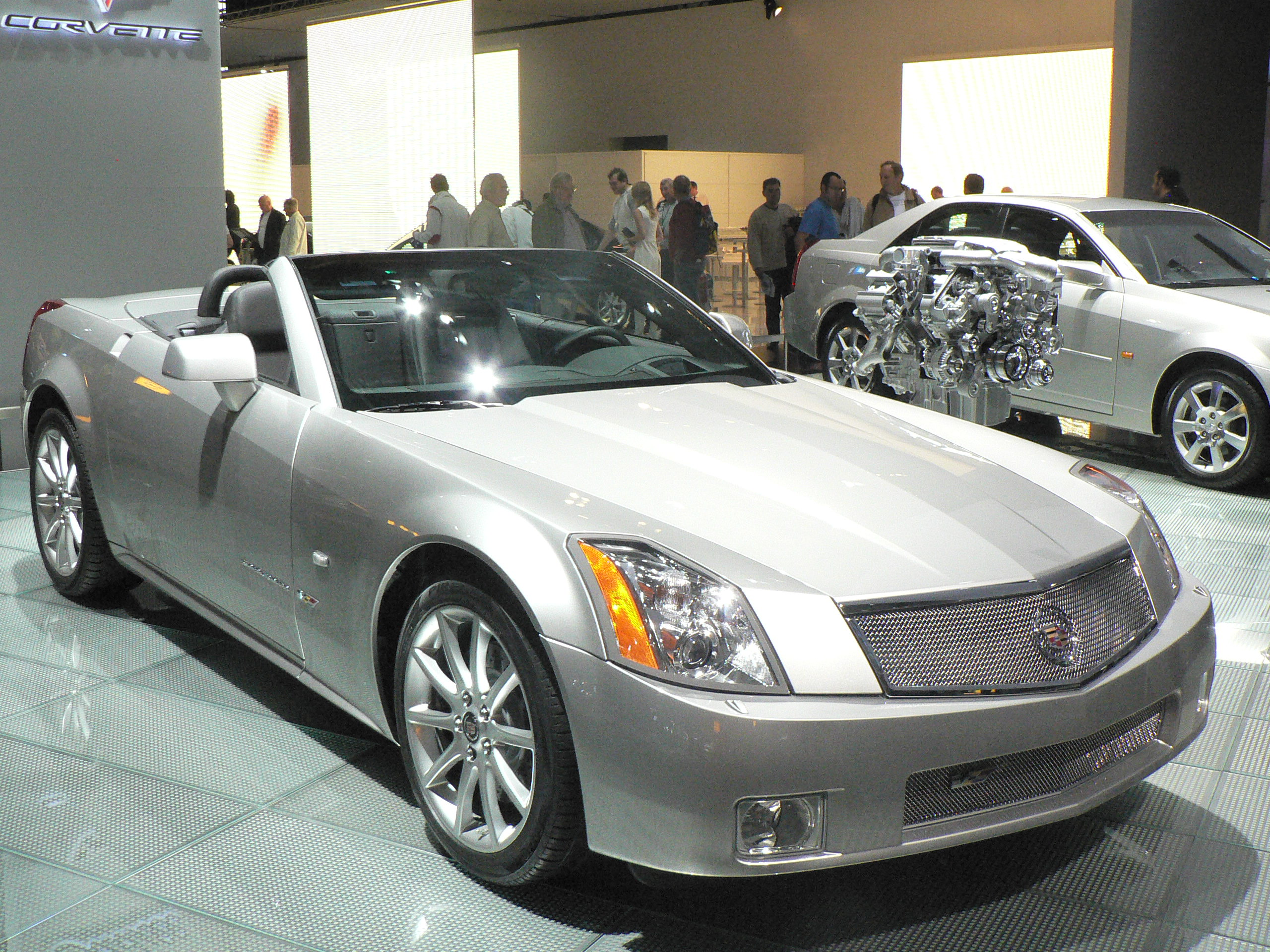
Frontansicht Cadillac XLR-V (2005–2008)
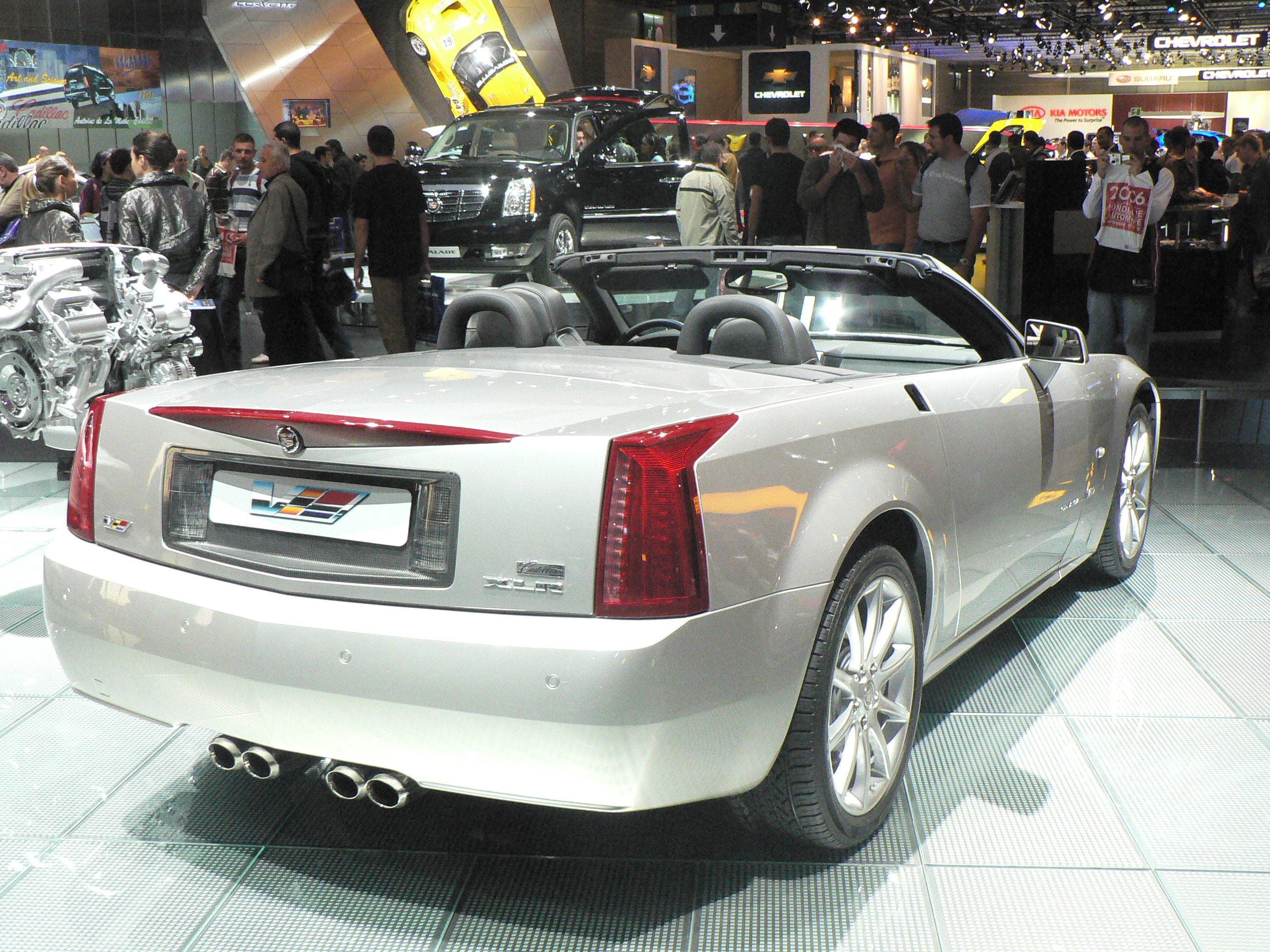
Heckansicht Cadillac XLR-V (2005–2008) mit vier mittigen Endrohren und geöffnetem Stahlverdeck

Im Herbst 2008 wurde beim Fahrzeug ein Facelift durchgeführt.
Die Produktion des XLR im GM-Werk Bowling Green im US-Bundesstaat Kentucky wurde im Frühjahr 2009 beendet.

### Produktionszahlen
Im Jahr 2004 wurden 4397 Stück gebaut und im Jahr 2005 waren es 4190 Stück.

## Technik und Ausstattung
Eine Besonderheit ist der vom Designer Bulgari gestaltete serienmäßige Keyless-Go-Funkschlüssel, der das Starten des Fahrzeugs mittels Keylesssystem in Verbindung mit der Startdrucktaste ermöglicht und das auch von ihm stammende Armaturenbrett mit Echtholzapplikationen aus Eukalyptusholz (Ebenholz beim XLR-V). Des Weiteren ist der XLR mit einem Head-Up-Display ausgestattet, das Informationen zu Geschwindigkeit, Fahrtstrecke und Navigation auf die Windschutzscheibe projiziert. Zu der weiteren serienmäßigen Ausstattung gehörten u. a. DVD-Navigation und Entertainmentsystem mit Touchscreen-Display, Bose-Soundsystem mit 9 Lautsprechern, Abstandsradar, gekühlte Becherhalter, PDC (Einparkhilfe) und klimatisierte/belüftete Sitze. Die Klimaanlage klimatisiert durch einen Ventilator, der Luft über eine thermoelektrische Keramikscheibe bläst, um die Lufttemperatur im Fahrzeug innerhalb von einer Minute um jeweils 15 Grad zu senken oder zu erhöhen, was als besonders effektiv angesehen wurde.
Der XLR hat zudem serienmäßig das adaptive Dämpfungssystem Magnetic-Selective-Ride-Control. Unkonventionell sind auch die Türen ohne Türgriffe – sie lassen sich durch einen Drucksensor elektronisch öffnen.
Durch den Einsatz verschiedener Leichtbaumaterialien – unter anderem besteht die elektro-hydraulische Klappdach-Konstruktion aus einer Magnesiumlegierung – beläuft sich das Gewicht auf rund 1,6 Tonnen. Die Fahrgastzelle wurde als Sandwich unter anderem mit speziell aufbereitetem Balsaholz gebaut – angelehnt an die von der NASA eingesetzten Technik zum Absorbieren der Aufprallenergie von Raumsonden.
Das Dachsystem wurde von Cadillac gemeinsam mit Car Top Systems, das seit Ende 2005 als Magna Car Top Systems bekannt ist, entwickelt.
Das Gepäckraumvolumen beträgt 125 Liter bei offenen und 329 Liter bei geschlossenen Dach.

### Antrieb
Ausgestattet wurde der XLR mit dem Northstar-Motor mit der Motorkennung LH2, einem aus Leichtmetall gefertigten V8-Motor mit 4,6 l Hubraum und vier obenliegenden Nockenwellen mit Nockenwellenverstellung (VVT), der bis zum Zeitpunkt, an dem der V8-Motor mit der Motorkennung LTA erhältlich war, (Stand 2018) die höchste technische Entwicklungsstufe aller jemals konstruierten General-Motors-V8-Motoren war. Gleichzeitig markierte die LH2-Version den Endpunkt der Produktion der Northstar-Motoren, da diese wegen der teuren Entwicklung und Herstellung im Juni 2010 eingestellt wurden und von da an zwischenzeitlich auf die einfacher herzustellenden Motoren aus der LS-Baureihe mit hängenden Ventilen ausgewichen wurde.
Durch die Transaxlebauweise wurde eine Gewichtsverteilung von 50 : 50 erreicht (ähnlich wie bei der Corvette C6), was zu einem mehr sportlich-neutralen Fahrverhalten führen soll.
Von Auslieferungsstart 2003 bis zum Ende des Modelljahres 2006 wurde der XLR mit dem Fünfstufen-Automatikgetriebe Hydramatic 5L50-E produziert, ab Modelljahr 2007 wurde die Leistung über das Sechsstufen-Automatikgetriebe mit der Benennung Hydramatic 6L50 übertragen.
Der XLR-V erhielt einen 4,4-l-V8-Motor mit Kompressoraufladung und einer maximalen Leistung von 330 kW (443 hp). Anfangs, in einer Pressemeldung vom 23. März 2005, ging GM davon aus, dass der Motor ein maximales Drehmoment von 576 Nm abgeben könne, nach der SAE-Zertifizierung wurde es, in einer Pressemeldung vom  1. August 2006, mit 561 Nm angegeben. Das verwendete Getriebe ist das Sechsstufen-Automatikgetriebe mit der Benennung Hydramatic 6L80.

## Modellpflege

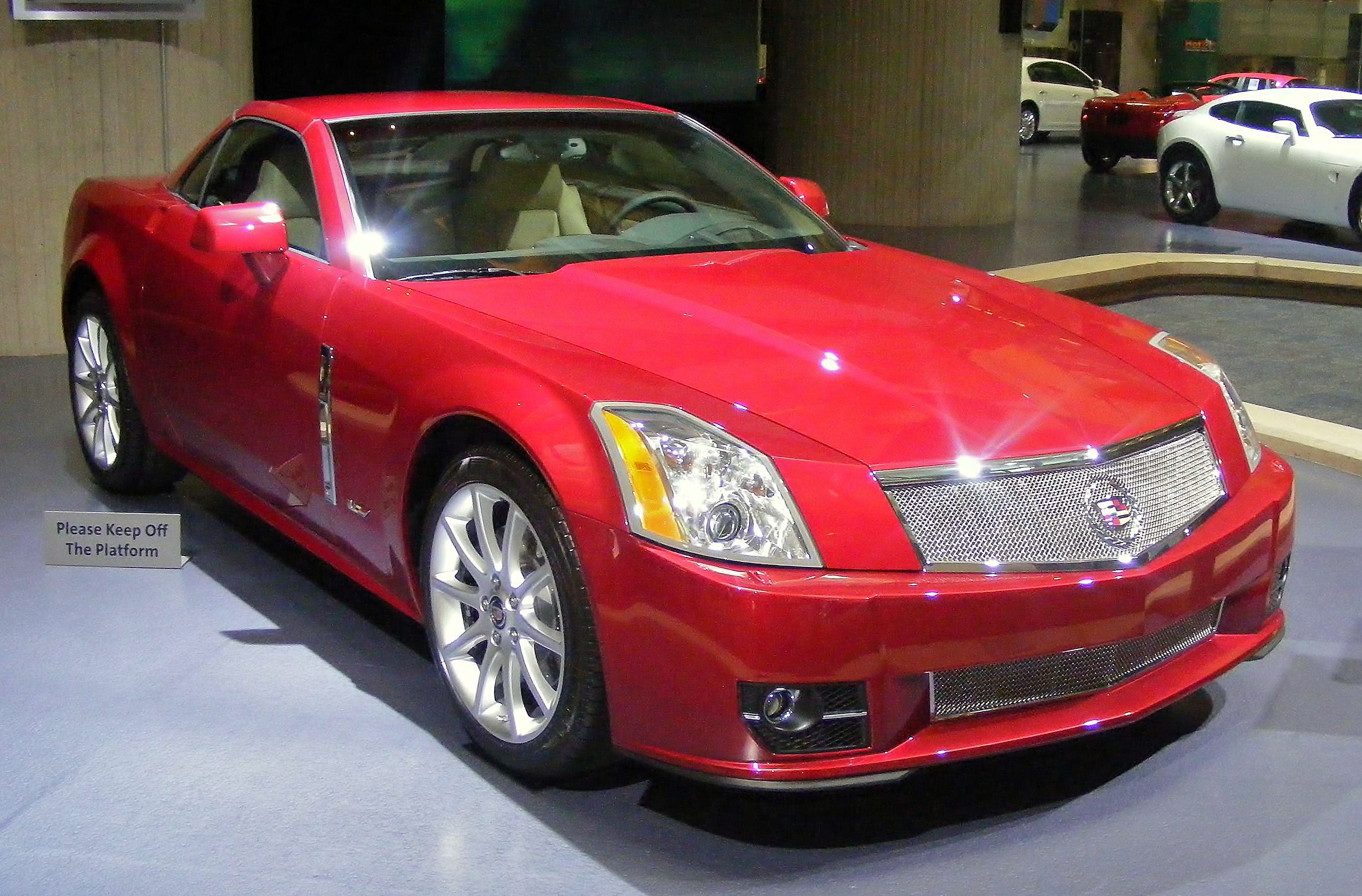
Cadillac XLR-V (2008–2009)

Im Herbst 2008 wurde der XLR vor allem optisch überarbeitet. Am Äußeren fallen die neue Front- und Heckstoßstange, der geänderte Kühlergrill sowie die Lufteinlässe in den Kotflügeln und die stärker konturierte Motorhaube auf. Die neu gestalteten 18-Zoll-Leichtmetallräder sind optional verchromt und ein adaptives Kurvenlicht soll für mehr Sicherheit sorgen. Im Innenraum kommt mehr Leder, Alcantara am Dachhimmel und ein Tempomat zum Einsatz.
Das serienmäßige OnStar-8.0-System verfügt über eine Bluetooth-Schnittstelle sowie Spracherkennung und ermöglicht dem Fahrer, sich per GPS-Ortung bei einem Service-Center über die Verkehrslage zu informieren.

## Technische Daten
| Motoren                                              | XLR                      | XLR                      | XLR                          | XLR-V                        |
| ---------------------------------------------------- | ------------------------ | ------------------------ | ---------------------------- | ---------------------------- |
| Markt                                                | USA                      | USA                      | Europa                       | Europa                       |
| Modelljahr                                           | 2004–2006                | 2007–2009                |                              |                              |
| Motorart                                             | Ottomotor                | Ottomotor                | Ottomotor                    | Ottomotor                    |
| Motorbauart                                          | V8                       | V8                       | V8                           | V8                           |
| Motoraufladung                                       | –                        | –                        | –                            | Kompressor                   |
| Hubraum                                              | 4565 cm³                 | 4565 cm³                 | 4565 cm³                     | 4371 cm³                     |
| max. Leistung                                        | 239 kW (320 PS)          | 239 kW (320 PS)          | 240 kW (326 PS) bei 6450/min | 330 kW (449 PS) bei 6400/min |
| max. Drehmoment                                      | 420 Nm                   | 420 Nm                   | 423 Nm bei 4400/min          | 561 Nm bei 3900/min          |
| Getriebe                                             | 5-Gang-Automatikgetriebe | 6-Gang-Automatikgetriebe | 5-Gang-Automatikgetriebe     | 6-Gang-Automatikgetriebe     |
| Antrieb                                              | Hinterradantrieb         | Hinterradantrieb         | Hinterradantrieb             | Hinterradantrieb             |
| Beschleunigung, 0–100 km/h                           | k. A.                    | k. A.                    | 5,9 s                        | 4,7 s                        |
| Höchstgeschwindigkeit                                | k. A.                    | k. A.                    | 250 km/h (1)                 | 250 km/h (1)                 |
| Kraftstoffverbrauch, nach EWG-Richtlinie, kombiniert | k. A.                    | k. A.                    | 12,5 l/100 km Super          | 14,9 l/100 km Super          |
| Abgasnorm nach EU-Klassifikation                     | k. A.                    | k. A.                    | Euro 4                       | Euro 4                       |